# Unprisoned
Unprisoned (im Titel dargestellt als UnPrisoned) ist eine US-amerikanische Dramedy-Serie, die von Tracy McMillan geschaffen wurde. Die Premiere der Serie fand am 10. März 2023 auf dem US-Streamingdienst Hulu statt. Im deutschsprachigen Raum erfolgte die Erstveröffentlichung der Serie am selben Tag durch Disney+ via Star als Original.

## Handlung
Inspiriert vom Leben der Serienschöpferin Tracy McMillan, folgt Unprisoned der Geschichte von Paige Alexander, einer chaotischen, aber perfektionistischen alleinerziehenden Mutter, die als Ehe- und Familientherapeutin sowie Life Coach tätig ist. Ihr Leben wird jedoch gehörig auf den Kopf gestellt, als ihr Vater, ein ehemaliger Drogendealer, nach 17 Jahren aus dem Gefängnis entlassen wird und bei ihr und ihrem 16-jährigen Sohn Finn einzieht.

## Besetzung und Synchronisation
Die deutschsprachige Synchronisation entstand nach den Dialogbüchern von Sam Bauer (1 Folge) und Gerhard Kehl (7 Folgen) sowie unter der Dialogregie von Sam Bauer durch die Synchronfirma Iyuno-SDI Group Germany in Berlin.

### Hauptdarsteller
| Rolle           | Schauspieler      | Synchronsprecher |
| --------------- | ----------------- | ---------------- |
| Paige Alexander | Kerry Washington  | Dorette Hugo     |
| Little Paige    | Jordyn McIntosh   | Asya Tolaz       |
| Edwin Alexander | Delroy Lindo      | Sven Brieger     |
| Finn Alexander  | Faly Rakotohavana |                  |
| Mal Kennedy     | Marque Richardson | Roman Wolko      |

### Nebendarsteller
| Rolle       | Schauspieler     | Synchronsprecher |
| ----------- | ---------------- | ---------------- |
| Esti Nelson | Jee Young Han    | Bianca Krahl     |
| Fox         | Edwin Lee Gibson | Roman Kretschmer |

### Gastdarsteller
| Rolle   | Schauspieler       | Synchronsprecher  |
| ------- | ------------------ | ----------------- |
| Sadiiq  | Kelvin Witherspoon | Sam Bauer         |
| Bruce   | Cornelius Peter    | Olaf Meyer        |
| Jen     | Beck Williams      | Chiara von Galli  |
| Molly   | Meghan Falcone     | Josephine Schmidt |
| Annie   | Marla Gibbs        | Luise Lunow       |
| Colleen | Roni Geva          | Olivia Büschken   |

## Episodenliste

### Staffel 1
| Nr. (ges.) | Nr. (St.) | Deutscher Titel               | Originaltitel                 | Erstveröffentlichung (USA) | Deutschsprachige Erstveröffentlichung (D/A/CH) | Regie          | Drehbuch                      |
| ---------- | --------- | ----------------------------- | ----------------------------- | -------------------------- | ---------------------------------------------- | -------------- | ----------------------------- |
| 1          | 1         | Wiederholungszwang            | Repetition Compulsion         | 10. März 2023              | 10. März 2023                                  | Kevin Bray     | Tracy McMillan                |
| 2          | 2         | Die Wahrheit tut weh          | How to Be a Main Bitch        | 10. März 2023              | 10. März 2023                                  | Shiri Appleby  | Jen Braeden                   |
| 3          | 3         | Die Mutterfrage               | Are you My Mother Wound?      | 10. März 2023              | 10. März 2023                                  | Shiri Appleby  | Yvette Lee Bowser & Lane Lyle |
| 4          | 4         | Vaterkomplex                  | In Dad We Distrust            | 10. März 2023              | 10. März 2023                                  | Nastaran Dibai | Lauren Caltagirone            |
| 5          | 5         | Wer ist schon normal?         | F**k Normal                   | 10. März 2023              | 10. März 2023                                  | Nastaran Dibai | Miguel Nolla                  |
| 6          | 6         | Identitätsfindung             | Nigrescence                   | 10. März 2023              | 10. März 2023                                  | Numa Perrier   | Peter Saji                    |
| 7          | 7         | Aus Fehlern lernt man         | Unavailably Available         | 10. März 2023              | 10. März 2023                                  | Numa Perrier   | Tracy McMillan & Jen Braeden  |
| 8          | 8         | Sei, wer immer du sein willst | It's About Who You Want to Be | 10. März 2023              | 10. März 2023                                  | Pete Chatmon   | Tracy McMillan                |

### Staffel 2
| Nr. (ges.) | Nr. (St.) | Deutscher Titel              | Originaltitel                   | Erstveröffentlichung (USA) | Deutschsprachige Erstveröffentlichung (D/A/CH) | Regie                 | Drehbuch                         |
| ---------- | --------- | ---------------------------- | ------------------------------- | -------------------------- | ---------------------------------------------- | --------------------- | -------------------------------- |
| 9          | 1         | Umdenken statt ackern        | Don't Try Harder, Try Different | 17. Juli 2024              | 31. Aug. 2024                                  | Shiri Appleby         | Tracy McMillan                   |
| 10         | 2         | Wie man eine Katze ist       | How To Be A Cat                 | 17. Juli 2024              | 31. Aug. 2024                                  | Shiri Appleby         | Lauren Caltagirone               |
| 11         | 3         | Wie Freundschaft geht        | How To Be Friends               | 17. Juli 2024              | 31. Aug. 2024                                  | Kevin Rodney Sullivan | Peter Saji                       |
| 12         | 4         | Du durchschaust mich         | Into-Me-You-See                 | 17. Juli 2024              | 31. Aug. 2024                                  | Kevin Rodney Sullivan | Jen Braeden                      |
| 13         | 5         | Trigger                      | Trigger Happy                   | 17. Juli 2024              | 31. Aug. 2024                                  | Thembi Banks          | Lane Lyle                        |
| 14         | 6         | Die Legende der Rollerblades | The Legend of the Rollerblades  | 17. Juli 2024              | 31. Aug. 2024                                  | Thembi Banks          | Amy Do Thurlow                   |
| 15         | 7         | Die Sache mit Weihnachten    | A PTCD Christmas Carole         | 17. Juli 2024              | 31. Aug. 2024                                  | Pete Chatmon          | Tracy McMillan                   |
| 16         | 8         | Die Afterparty               | The After-Party                 | 17. Juli 2024              | 31. Aug. 2024                                  | Pete Chatmon          | Jen Braeden & Lauren Caltagirone |